# Fiefbergen
Fiefbergen est une commune allemande du Schleswig-Holstein, située dans l'arrondissement de Plön, à trois kilomètres au sud-ouest de Schönberg (Holstein). Fiefbergen fait partie de l'Amt Probstei qui regroupe 20 communes situées dans la région du même nom.

## Personnalités liées à la ville
- Heinrich Moldenschardt (1839-1891), architecte né à Fiefbergen.